# NGC 6865
NGC 6865 ist eine linsenförmige Galaxie vom Hubble-Typ S0 im Sternbild Adler am Nordsternhimmel. Sie ist schätzungsweise 218 Mio. Lichtjahre von der Milchstraße entfernt und hat einen Durchmesser von etwa 50.000 Lichtjahren.
Das Objekt wurde am 28. Juni 1863 von Albert Marth entdeckt.